# Willis Carrier
Willis Haviland Carrier (26. listopadu 1876 Angola – 7. října 1950 New York) byl americký technik a vynálezce. Položil základy moderní úpravě vzduchu a vyvinul první klimatizační systém.
Začátkem 20. století jako technik firmy Buffalo Forge Company řešil Willis Carrier problémy tiskárny Sackett-Wilhelms Lithographing and Publishing Company v newyorském Brooklynu. Papír, který tiskárna používala, se mačkal kvůli vysokým teplotám a vlhkosti vzduchu, také barvy špatně schly. Carrierův nápad, hnát vzduch kolem stočených trubek se studenou vodou se stal základem celého systému. Studená voda v trubkách proudící vzduch ochlazovala a vodní pára přitom na povrchu trubek kondenzovala, čímž se vzduch vysušoval. Chladicí zařízení poprvé uvedl do provozu 17. července 1902.
Postupem doby tato zařízení začaly používat americké továrny, nově zakládané biografy; v roce 1928 byly klimatizací vybaveny prostory amerického Kongresu a následující rok i místnosti Bílého domu. Z firmy Carrier Corporation (součást United Technologies Corporation), u jejíchž počátků Carrier stál, je v současnosti největší světový výrobce klimatizačních systémů.